# Papeleta de conchabo
La papeleta de conchabo (del latín conclavāre: asociar) fue un documento de uso obligatorio para todos los no propietarios en edad de trabajar en las zonas rurales de la Argentina a lo largo de casi todo el siglo XIX. Era otorgada por los propietarios de estancias, y acreditaba que el peón que la portaba estaba empleado a sus órdenes. Las autoridades civiles, militares o policiales estaban autorizadas a exigir su presentación, y en caso contrario a detener y castigar al infractor como vago. La condena prevista por vagancia era el servicio de las armas en los ejércitos de línea durante varios años; en caso de que el infractor no gozara de las condiciones de salud requeridas para el servicio militar, era condenado a la realización de servicios públicos sin sueldo por el doble de los años previstos.
Los destinatarios de esa medida eran los gauchos, habitantes de las zonas rurales argentinas, a los que se pretendía de esta manera forzar a someterse a relaciones de trabajo asalariadas. El objetivo ulterior era abaratar la mano de obra en las tareas rurales –esencialmente ganaderas– y evitar el merodeo de los gauchos por las estancias, con el consiguiente robo de ganado.
El sistema de la papeleta de conchabo fue establecido primeramente como una ordenanza del cabildo de Buenos Aires y, como reglamento ejecutivo, oficializado al principio del gobierno del virrey Rafael de Sobremonte; duraría hasta finales del siglo XIX.

## Antecedentes

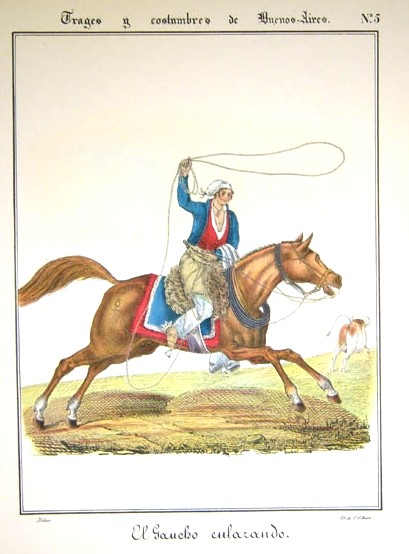
Un gaucho enlazando, según la visión de César Hipólito Bacle.

Desde fines del siglo XVI, parte del ganado vacuno y caballar traído por los conquistadores españoles al Río de la Plata se “alzó”, multiplicándose enormemente en estado salvaje. Este ganado cimarrón fue una fuente muy valiosa de alimentos –y de mercancías exportables, especialmente cueros y carne salada– para la población de las pequeñas ciudades coloniales. Una importante cantidad de habitantes de las mismas, especialmente mestizos y otros no propietarios, se dedicaron a cazar y faenar este ganado alzado; a medida que se alejaban de las poblaciones, se hacía más difícil regresar diariamente hasta las mismas, de modo que terminó por generarse una masa de población rural no directamente vinculada con las ciudades. Estos pobladores, inicialmente llamados “changadores” o “gauderios”, terminaron por ser llamados gauchos.
Ya en fecha tan temprana como el año 1617, el gobernador Hernandarias anunciaba al Rey de España que se había visto obligado a volver a reunir en la ciudad de Santa Fe a muchos jóvenes que se dedicaban a reunir ganado en la región, perdiendo el contacto con sus padres.
No obstante, el desarrollo de las vaquerías –práctica por la que se reunía el ganado cimarrón para su faena– requirió el concurso de los gauchos de la campaña, especializados en tareas a caballo y conocedores del terreno. La incorporación de los gauchos a las vaquerías determinó que, a pesar de las recurrentes quejas de los cabildos sobre la existencia de una masa de campesinos improductivos, la persecución a los mismos y la coacción para incorporarlos a la fuerza no tuvieran aplicación alguna.
A lo largo del siglo XVIII, el paulatino agotamiento de los ganados alzados generó la aparición de la ganadería centrada en las estancias. Los gauchos pasaron a ser considerados mano de obra vacante, que podía ser utilizada en las faenas rurales ocasionalmente. En efecto, la forma de vida tradicional de los gauchos les permitía no entablar relaciones laborales asalariadas estables: dadas las escasas necesidades que percibían, los gauchos se presentaban esporádicamente a realizar trabajos en la ganadería, especialmente en la época de yerra, en que los propietarios necesitaban un gran número de trabajadores y –por consiguiente– estaban dispuestos a pagar más por su mano de obra. Cumplidas esas tareas, los gauchos compraban rápidamente aquello que necesitaban, especialmente ropa, yerba mate, cuchillos, bebidas alcohólicas y poco más, y se alejaban campo adentro. El resto del año, vivían de la caza de animales silvestres, especialmente de vacunos y caballos alzados o cimarrones. Sus refugios eran zonas boscosas, donde levantaban sus ranchos; aún en la llanura pampeana, mayormente carente de árboles, existían aún zonas con abundancia de talas u ombúes.

## Origen

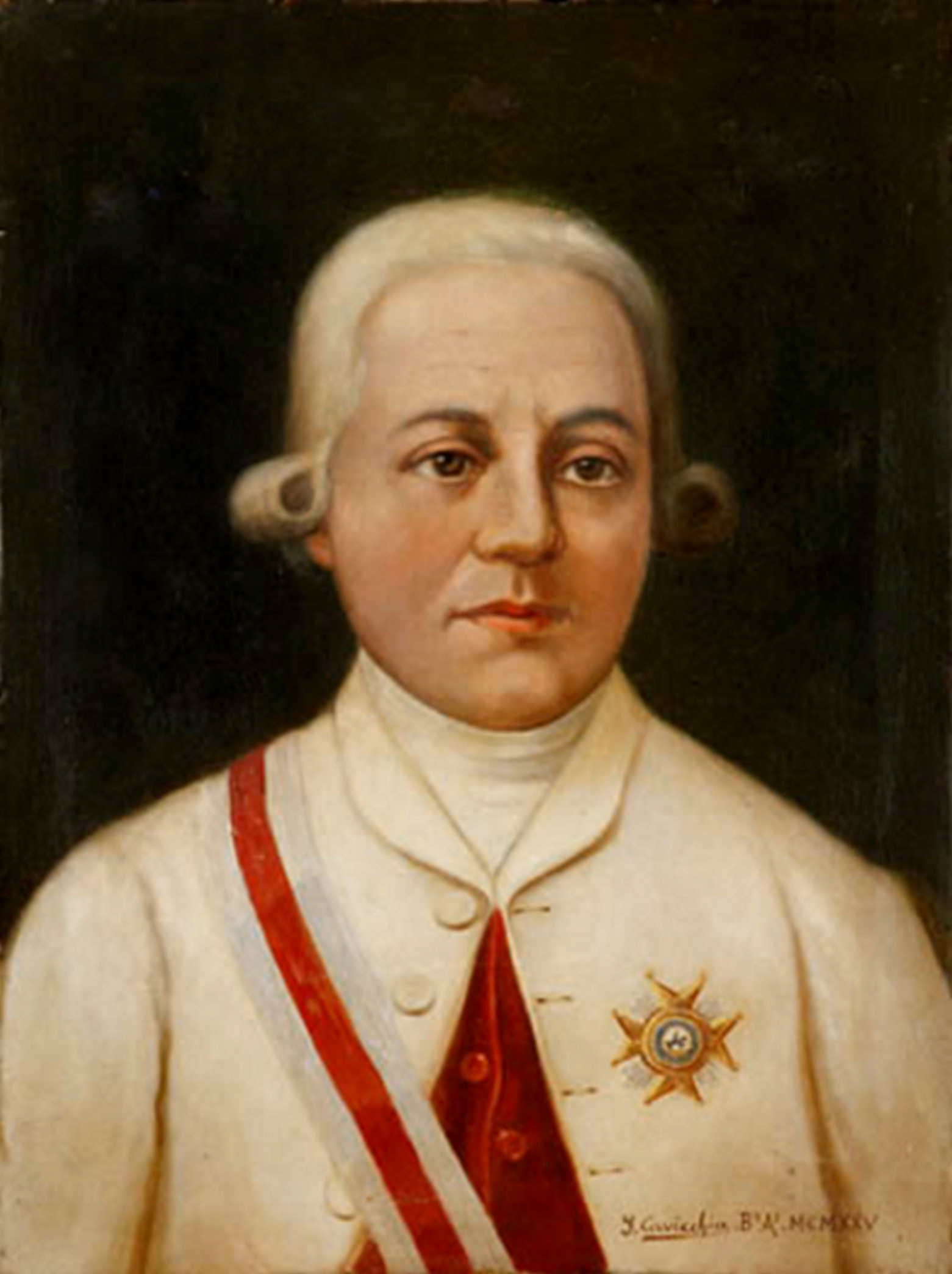
El Virrey Sobremonte impuso la exigencia de la papeleta de conchabo.

La vagancia era considerada un delito en España ya desde el siglo XVI, y castigada con extrema severidad, incluidos los azotes, galeras y hierros candentes. En 1692, una ley inauguró la pena de servicio militar obligatorio como castigo a la vagancia en la península, que se repetiría a lo largo del siglo XVIII.
No obstante la voluntad de las autoridades coloniales para aplicar este tipo de penas, no existía la posibilidad de aplicar el servicio militar como castigo, debido a que el gobierno colonial reservaba el ejército de línea para tropas trasladadas desde España. Por otro lado, tampoco era aplicable el castigo con servicio militar en las milicias rurales, ya que estas fuerzas –aparte de su uso en la lucha contra los indígenas– eran utilizadas justamente para prevenir el abigeato y la vagancia.
En diciembre de 1745 el gobernador del Río de la Plata José de Andonaegui dictó un bando por el cual establecía un plazo de 15 días para que todos los indígenas y negros de la ciudad y campaña consiguieran un trabajo, caso contrario podrían recibir una pena de 100 azotes y ser condenados a dos años de cárcel en el presidio de Montevideo.
Hasta mediados del siglo XVIII, estas formas de persecución se centraban en la población de razas subordinadas, especialmente negros e indios; a partir de ese momento, la persecución se generalizó sobre todas las personas sospechosas, independientemente de su raza; en la práctica, se aplicaba a cualquier pobre, es decir, quien no demostrara tener propiedades u oficio conocido.
En el último tercio del siglo XVIII se inició una política de persecución de los vagos en la provincia de Tucumán, que ocupaba el noroeste de la actual Argentina, que se respaldaba en la exigencia a los pobres de presentar pruebas de que tuvieran empleo estable; esta exigencia fue oficializada a partir de 1772 en Salta del Tucumán, y alrededor de 1785 en Córdoba. El gobernador de Córdoba, Rafael de Sobremonte, fue especialmente severo en la aplicación de esta norma.
La medida causó una oleada migratoria inmediata hacia el litoral del Virreinato del Río de la Plata, organizado pocos años antes, ya que en esa región la persecución de los "vagos y malentretenidos" era notoriamente menos severa. Esa situación no duró mucho: en 1790 el virrey Nicolás de Arredondo tomó una medida similar para todos los hombres desempleados. Poco después, el cabildo de Santa Fe trasladaba forzosamente la población rural de Coronda a la frontera norte de su jurisdicción.
La crisis iniciada con la conquista portuguesa de las Misiones Orientales y continuada con la guerra declarada por Gran Bretaña a España en 1804 forzó a Rafael de Sobremonte —que se año había asumido como virrey del Río de la Plata— a incorporar a sus filas tropas nativas, tanto de caballería como de infantería. Ese giro en la política colonial justificó finalmente la aplicación del castigo de incorporar a los delincuentes a las tropas de línea. En relación con esta posibilidad de aplicar este tipo de castigos, Sobremonte emitió un edicto por el que se hacía obligatorio el uso de documentación en que constara que los habitantes de la campaña eran trabajadores estables. Posteriormente, el documento, debidamente visado por el juez de paz de la zona en que el hombre había sido empleado, pasaría a llamarse oficialmente ”papeleta de conchabo”.
Sin embargo de esa medida de Sobremonte, el uso de la papeleta de conchabo no fue extendido y para 1808 no se hallaba en vigencia, pues un regidor del Cabildo de Buenos Aires propuso que se adoptara su uso.

## La ley de levas

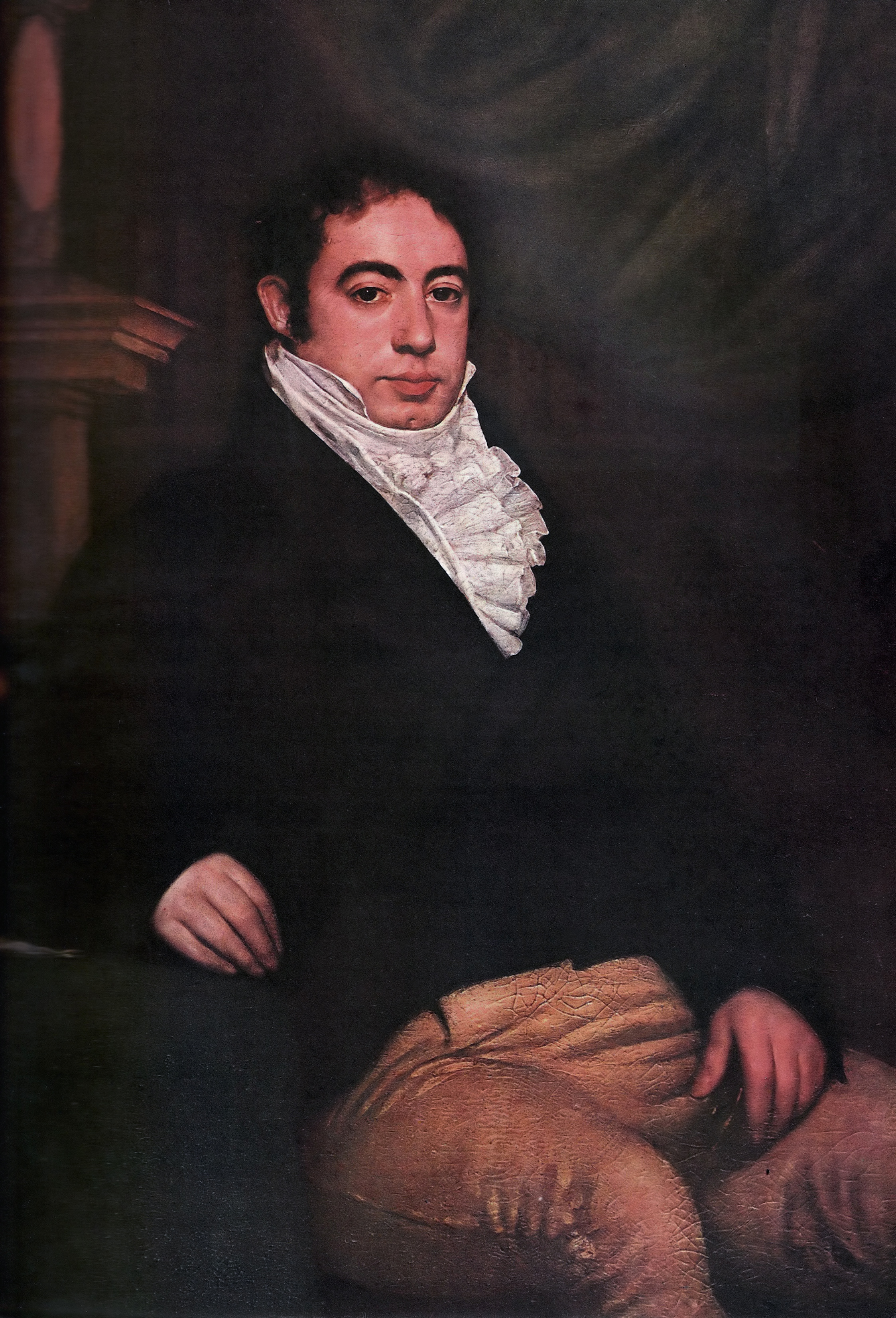
El ministro Bernardino Rivadavia extendió el sistema de la ley de levas y la papeleta de conchabo.

En un principio, la guerra de Independencia Argentina se libró con tropas reunidas en zonas urbanas, pero cuando ésta se prolongó más allá de lo previsto, los sucesivos gobiernos incorporaron tropas de origen rural, genéricamente gauchos, para engrosar la caballería. En razón de ello, el 30 de agosto de 1815 el gobernador intendente de Buenos Aires Manuel Luis de Oliden dictó un bando por el que se consideraba que todo hombre del ámbito rural que no tuviera propiedad era un sirviente o peón. Si ese peón se sustraía al trabajo, pasaba a ser considerado vago, y castigado con la incorporación inmediata al ejército de línea por cinco años. Como prueba a favor de los peones asalariados se estableció la papeleta de conchabo, su formato y el procedimiento de validación por parte de las autoridades rurales de los partidos. Su duración era de solamente tres meses, y no tenía validez fuera del pago en que había sido emitida sin ser revalidada por el juez del pueblo de origen.
Pasado el período de la Anarquía del Año XX, los gobiernos de la provincia de Buenos Aires achicaron significativamente los ejércitos de línea. Pero esta medida, que podría haber beneficiado a los gauchos, se dio en una etapa de fuerte transferencia de capitales comerciales a la explotación ganadera, junto con un avance de la frontera indígena. Simultáneamente se difundía una ideología elitista, que tendía a favorecer a las clases altas en detrimento de los pobres, que eran constreñidos al trabajo, voluntariamente o no. Esa tendencia política fortaleció la presión sobre los gauchos, que fueron sometidos a justificarse por medio de la papeleta de conchabo. Parte de estos gauchos fueron utilizados para la guerra contra los indígenas, pero la mayor parte de estos formaron las tropas republicanas durante la Guerra del Brasil.
Con el ascenso de Juan Manuel de Rosas –que gobernó desde 1829 a 1832 y de 1835 a 1852– el gobierno pasó a ser ejercido directamente por la clase social de los estancieros. La papeleta de conchabo se generalizó, aunque los gauchos consideraron que su exigencia no era demasiado onerosa debido al carácter paternalista del gobernador. Algunos autores disienten con este punto de vista, observando que el sistema sirvió a Rosas para afincar en una condición "feudal" a los "vagos" que poblaban las que serían sus estancias. Las 367 000 hectáreas de Rosas serían trabajadas por una peonada en condición legal servil, por un sueldo de miseria, atada a la tierra por la papeleta de conchabo y el Juez de Paz.
En el interior del país, la exigencia de la papeleta de conchabo se había relajado notablemente durante la Guerra de Independencia; esto fue especialmente cierto en la provincia de Salta, donde el gobernador Güemes había logrado el apoyo generalizado de los gauchos a cambio de permitirles un alto grado de libertad personal. Pero a partir del segundo gobierno de Rosas –y mucho más aún al final de la guerra contra la Coalición del Norte, en 1842– éste alcanzó a concentrar en su gobierno la influencia sobre casi todos los gobiernos provinciales. Justificados con el ejemplo del exitoso sistemas económico y político de Buenos Aires, la exigencia de la papeleta de conchabo se generalizó nuevamente en todo el país, alimentando las tropas que defendían la frontera contra los indígenas.

## Etapa constitucional

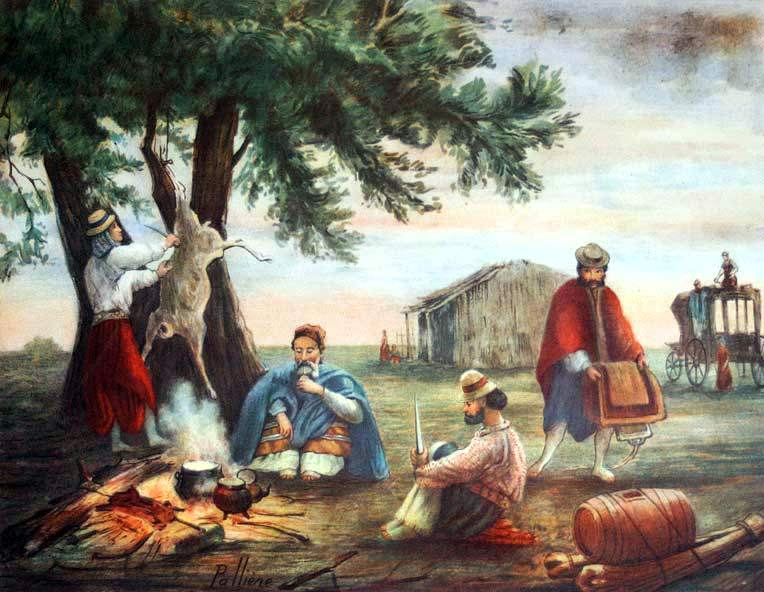
Una posta en la llanura pampeana, alrededor de 1858, por Juan León Pallière.

Después de la Batalla de Caseros y –más acentuadamente– de la de Pavón, la ideología dominante despreciaba a las fuerzas de trabajo nativas, enalteciendo las virtudes de los inmigrantes europeos. La continuación de las guerras civiles, de la lucha contra los indígenas y la onerosa Guerra del Paraguay forzaron a continuar recurriendo a las levas para remontar ejércitos de línea o fuerzas de milicias rurales. Una de las provincias que adoptó tardíamente el uso de la papeleta de conchabo fue la de Mendoza, cuyo gobernador dictó un decreto el 16 de agosto de 1855 exigiendo su uso, así como el de la papeleta de desconchabo, que debía ser confeccionada por los patrones que dejaban cesantes a los peones para que pudieran buscarse otro empleo en un plazo de tres días.
Por otro lado, a pesar del discurso contrario a la ganadería como única fuente de desarrollo, lo cierto es que ésta no disminuyó su participación dominante entre las exportaciones, y la producción ganadera se expandió enormemente, requiriendo abundante mano de obra, que sólo podía ser parcialmente cubierta por inmigrantes irlandeses y vascos, especializados en la cría de ovinos. La combinación de ambas demandas causó la continuidad y profundización del sistema de levas y de la exigencia de la papeleta de conchabo.
A partir de mediados del siglo XIX, por otro lado, se comenzó a generalizar el uso de alambrados para separar las tierras, con lo que la movilidad de los gauchos se vio severamente disminuida.

## Desaparición de la papeleta

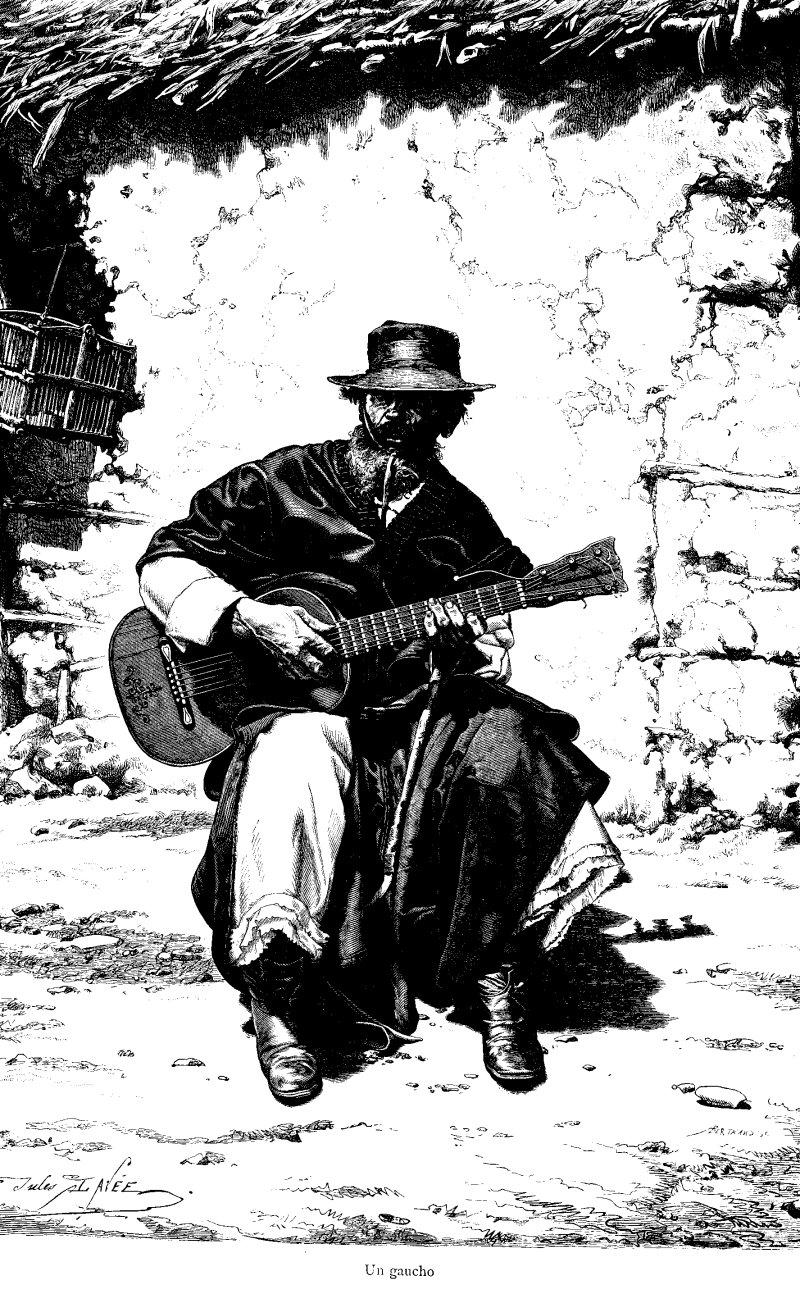
Un gaucho en una ilustración de 1887.

Para fines de siglo, en las provincias del sur la papeleta de conchabo dejó de ser considerada necesaria, tanto por la incapacidad de los gauchos de vagar por tierras delimitadas por alambrados, como por la generalización de la presencia de inmigrantes y la desaparición de la frontera sur a partir de la Conquista del Desierto.
Diversos periodistas y publicistas reclamaron repetidamente –especialmente a partir del final de la Guerra del Paraguay– contra la injusticia del sistema de papeletas y levas en contra de los habitantes de la campaña y contra las consecuencias sobre toda la sociedad, como por ejemplo la destrucción de las familias rurales. Este tipo de prédica alcanzó una enorme difusión a partir de la publicación del poema gauchesco Martín Fierro, cuya primera edición fue publicada por José Hernández en 1872.
El aumento de la presión sobre el congreso nacional y las legislaturas provinciales fue debilitando con excepciones el sistema de levas y papeletas de conchabo, que desapareció en las provincias de Buenos Aires, Córdoba y Santa Fe poco antes de 1890.
La papeleta de conchabo continuó en uso en las provincias del norte, donde fue particularmente utilizada para alimentar de brazos las industrias madereras, azucareras y algodoneras. La presión desde el gobierno central y desde la prensa local terminó por forzar la derogación de todo el sistema de persecución basado en la papeleta de conchabo, que fue derogada a lo largo de la década de 1890. Las últimas dos provincias en derogarlas fueron Tucumán y Jujuy, poco antes de 1900.